# Synagoga v Březnici
Synagoga, jež byla postavena v letech 1725–1726 v pozdně barokním až klasicistním slohu, stojí v bývalém ghettu Lokšany ve městě Březnice v okrese Příbram jako čp. 664. Je chráněna jako kulturní památka České republiky.

## Historie
Synagoga nese římskou číslici XVI a je dobře dochovaným příkladem české synagogální architektury centrálního typu. V severní části budovy je umístěn hlavní sál synagogy, zaklenutý valenou klenbou s barokními lunetami u oken.
Na půdě březnické synagogy byla nalezena tzv. geniza, archiv odložených a poškozených hebrejských textů a různých synagogálních předmětů. Nejvíce zastoupené předměty v genizách byly hebrejské knihy z 18. a 19. století, především modlitební knížky, tisky Bible, Talmudu a různá hebrejská literatura o etice, filozofii, poezii, vědě a učebnice. Dalšími předměty jsou rukopisy psané hebrejsky, ale i jidiš ze 17.-19. století, různé přednášky, obecní dokumenty a soukromé dopisy.
Po požáru z roku 1821 byla synagoga zásadně přestavěna a získala dnešní empírovou podobu. V budově s klenutým sálem a ženskou galerií bývala i jednotřídka židovské náboženské školy a byt správce (šamese). Na vstupním kamenném portále se zachoval hebrejský nápis „Otevřetež mi brány spravedlnosti“ (verš Žalmu č. 118). 
Bohoslužebným účelům synagoga sloužila do 30. let 20. století, po druhé světové válce byla dlouhá léta využívána jako skladiště. Roku 1995 byla vrácena Židovské obci v Praze ve zdevastovaném stavu – byla narušená statika, problémem byla vzlínavá vlhkost a praskliny v klenbě nad hlavním sálem vlivem přetížení krovu, silně poškozeny byly také vnitřní i venkovní omítky a původní výmalba. Od poloviny 90. let 20. století procházela budova synagogy rekonstrukcí. V sobotu 14. 6. 2014 byla synagoga po více než 60 letech zpřístupněna veřejnosti. Je spravována Národním památkovým ústavem, Správou státního zámku Březnice a je zde expozice židovské vzdělanosti. Ve městě se také nachází židovský hřbitov.

### Program záchrany architektonického dědictví
V rámci Programu záchrany architektonického dědictví bylo v letech 1995-2014 na opravu synagogy čerpáno 3 650 000 Kč.
| rok    | 1997  | 1998  | 1999 |
| ------ | ----- | ----- | ---- |
| částka | 1 050 | 1 800 | 800  |